# Monte Arfak
El monte Arfak (en indonesio: Gunung Arfak) es una destacada montaña de Indonesia, con 2955 m el punto más alto de las montañas Arfak y de la provincia de Papúa Occidental y uno de los picos ultraprominentes del país (7.º de Oceanía, 15.º del país y 133.º del mundo).
Se encuentra en el lado noreste de la península de Doberai. Es un área popular de senderismo y trekking. La montaña es también el punto más alto del área metropolitana de Manokwari y desde la cima, se puede ver la propia ciudad de Manokwari, la capital provincial. El clima de la cumbre es templado y seco, con temperaturas de verano muy calurosas y secas que promedian menos de 35 °C y temperaturas de invierno suaves y húmedas que promedian por encima de 3 °C. Durante los meses de invierno, la cima suele recibir heladas y puede llegar a 0 °C de vez en cuando. A veces, puede caer nieve en la cima, pero no todos los años. La cantidad media de lluvia por año es de aproximadamente 1150 mm.
La montaña es parte de la reserva natural Pegunungan Arfak, un área protegida de 683 km² que salvaguarda partes de la ecorregión de bosques tropicales montanos de Vogelkop . 

## Galería

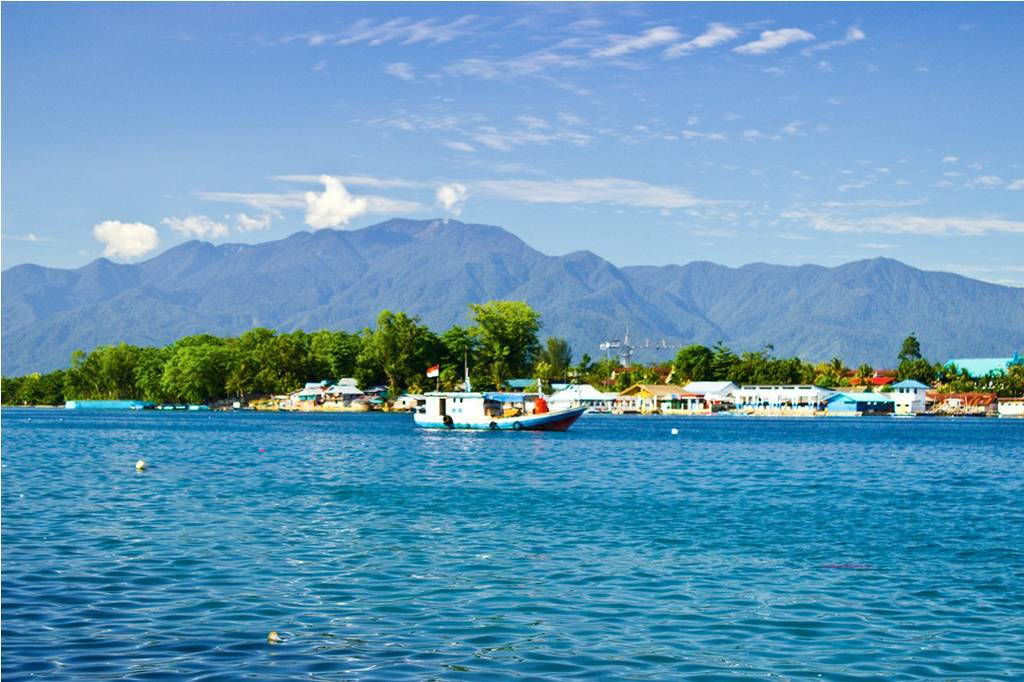
Vista desde la bahía de Doreri cerca de Manokwari
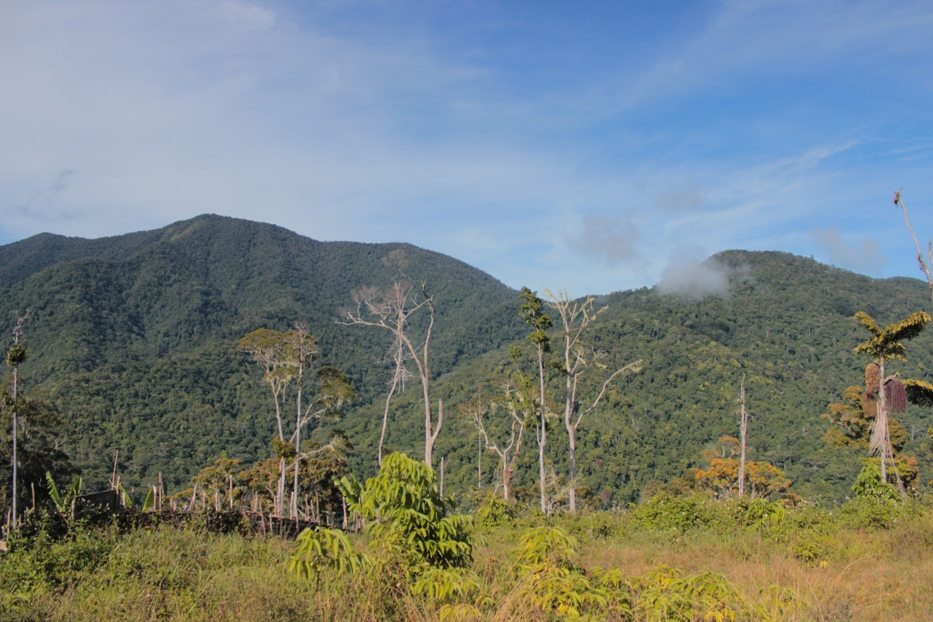
Vista más cercana del pico en el lado noroeste
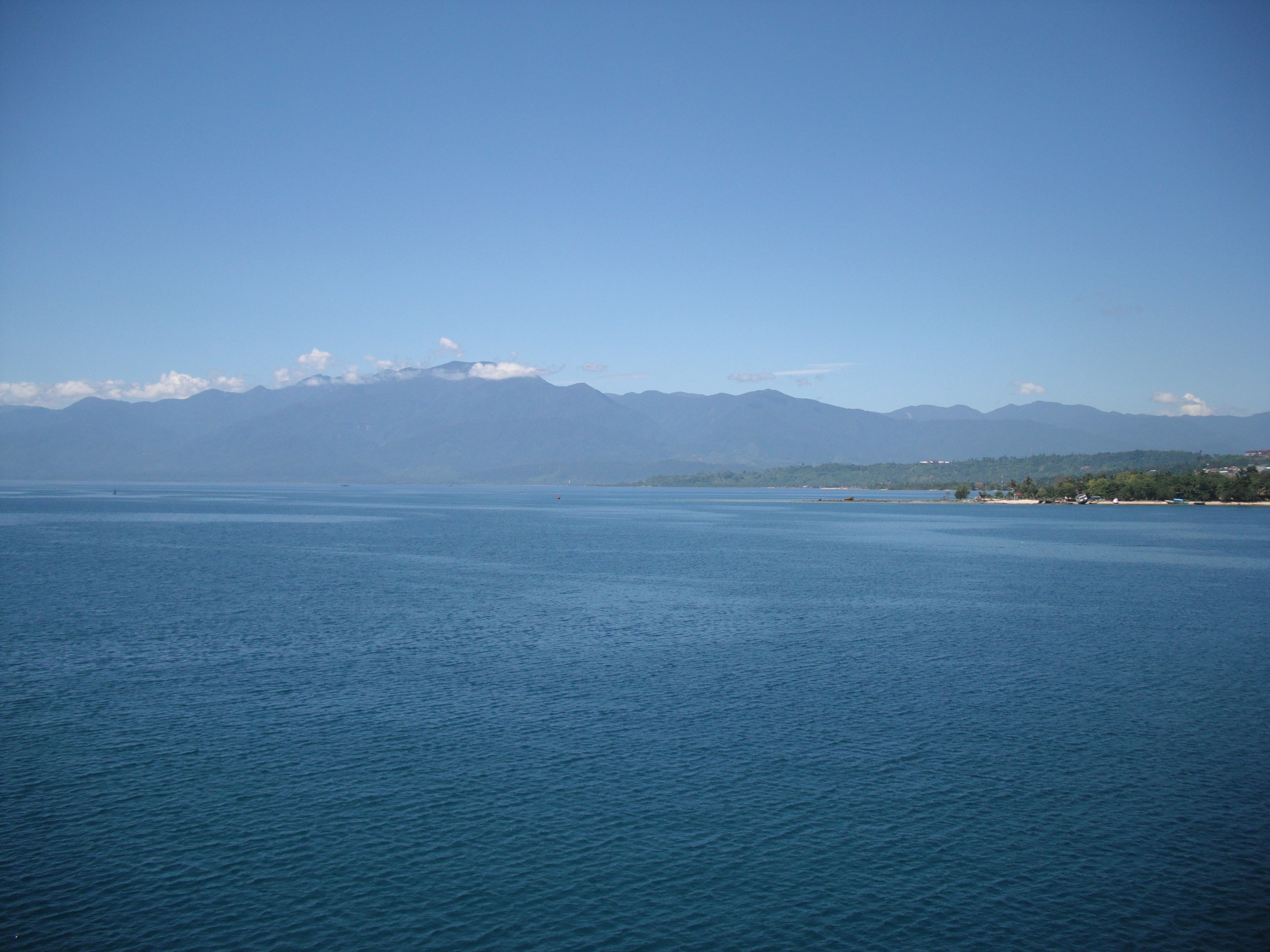
Vista de Pegunungan Arfak desde la bahía Cenderawasih
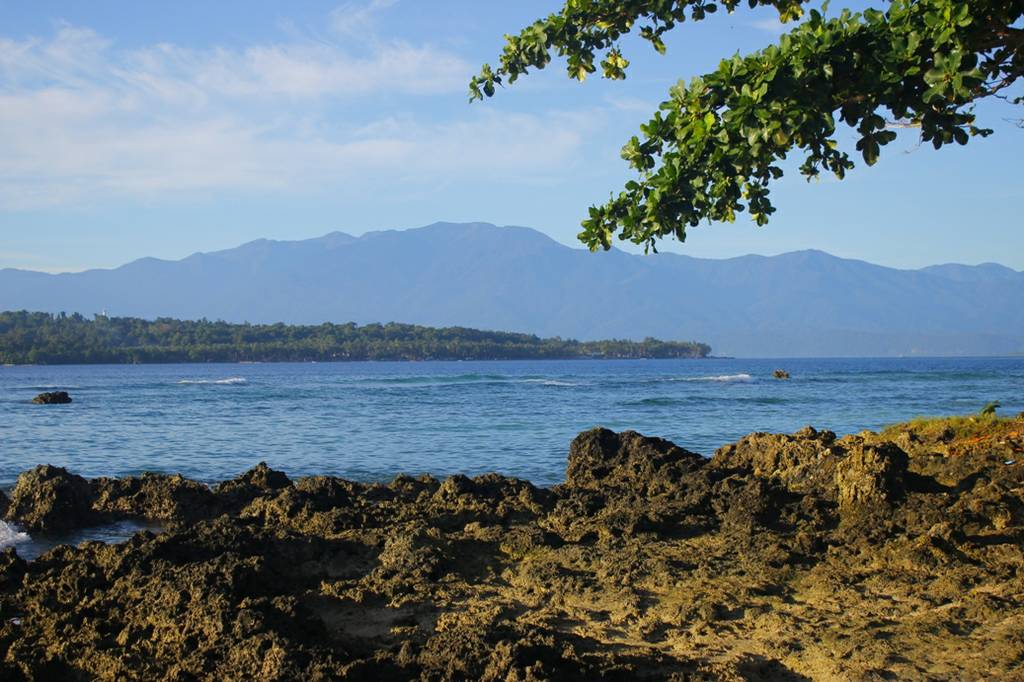
Vista de la montaña desde una playa rocosa cerca de Manokwari